# Chrysops flinti
Chrysops flinti är en tvåvingeart som beskrevs av Coscaron 1979. Chrysops flinti ingår i släktet Chrysops och familjen bromsar. Inga underarter finns listade i Catalogue of Life.